# Rosa baiyushanensis
Rosa baiyushanensis är en rosväxtart som beskrevs av Qing Li Wang. Rosa baiyushanensis ingår i släktet rosor, och familjen rosväxter. Inga underarter finns listade i Catalogue of Life.